# Teleonemia vidua
Teleonemia vidua är en insektsart som beskrevs av Van Duzee 1918. Teleonemia vidua ingår i släktet Teleonemia och familjen nätskinnbaggar. Inga underarter finns listade i Catalogue of Life.